# Abundius z Córdoby
Svatý Abundius z Córdoby byl knězem ve španělském Ananelosu a to během maurské okupace. Za kázání proti islámu byl zatčen a odveden před chalífu a ten jej nutil vzdát se křesťanské víry. On odmítl a byl umučen.
Zabit byl roku 854 v Córdobě. Jeho tělo bylo hozeno psům.
Jeho svátek se slaví 11. července.